# Gènere i canvi climàtic

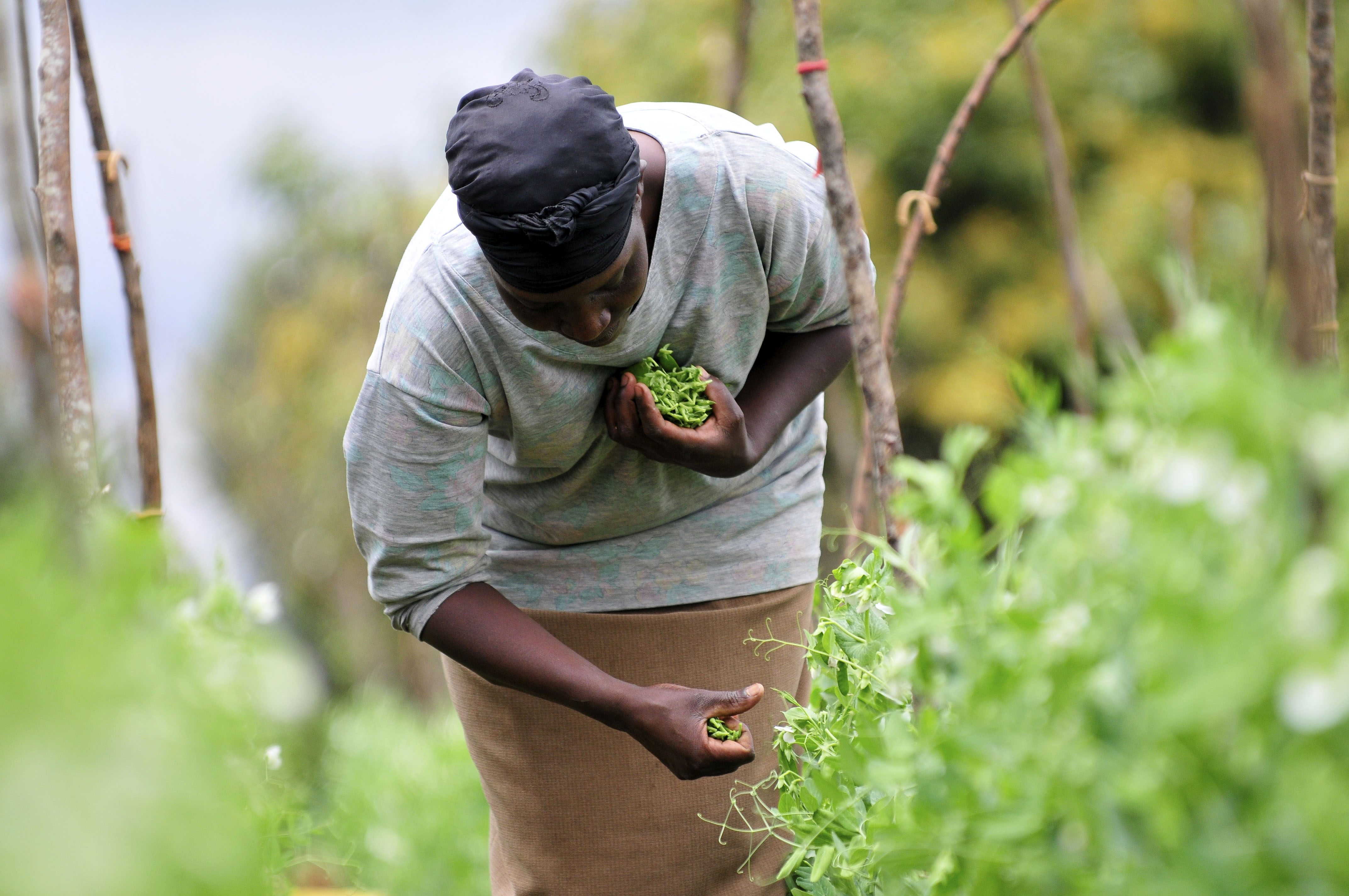
Collita a Kenya per dona agricultora.

El gènere i canvi climàtic es refereix a la incorporació de perspectives de gènere en l'anàlisi dels efectes del canvi climàtic.
El canvi climàtic té efectes desiguals en les dones, tant per raons biològiques com per prejudicis socioculturals relacionats al gènere. En molts casos, els efectes del canvi climàtic agreugen les desigualtats de gènere ja existents en la societat. També existeixen diferències entre homes i dones en l'accés als recursos naturals i en els efectes dels desastres naturals. Entre les dones, a més, són més vulnerables les dones d'edat avançada, les dones que viuen en àrees rurals, o les dones pertanyents a poblacions excloses, com les poblacions indígenes o afrodescendents.
Les dones no són solament víctimes del canvi climàtic. Són importants agents de canvi i una part central de les estratègies de mitigació i adaptació al canvi climàtic. Les dones poden exercir un paper transformador en les respostes al canvi climàtic. A més, les dones sovint tenen un rol de custòdia i creació en pràctiques de coneixement tradicional, aportant per a la conservació de la biodiversitat i la riquesa genètica dels aliments.
El Cinquè Informe de l'IPCC va descriure al gènere com una de les variables que explica les diferències en el grau de vulnerabilitat respecte del canvi climàtic, amb un nivell de confiança molt alt. L'informe va fer recomanacions específiques sobre la dimensió de gènere en les estratègies de mitigació i adaptació. També va assenyalar que les estratègies d'adaptació poden contribuir al desenvolupament sostenible, incloent millorar l'equitat de gènere.
Altres organismes multilaterals han incorporat la transversalizació de gènere en els seus informes i polítiques sobre canvi climàtic, incloent el Conveni sobre la Diversitat Biològica, la Convenció Marco de les Nacions Unides sobre el Canvi Climàtic, i l'Organització Mundial de la Salut. Els Objectius de Desenvolupament Sostenible tenen metes de gènere específic en els objectius d'aigua neta i sanejament, ciutats i comunitats sostenibles, i acció pel clima. En l'objectiu d'igualtat de gènere s'inclouen al seu torn objectius específics relacionats amb el canvi climàtic.
La incorporació de la perspectiva de gènere en l'anàlisi dels efectes del canvi climàtic implica analitzar les relacions de poder desiguals en un altre conjunt de categories d'anàlisis, com la raça, la classe i l'ètnia. Això vol dir que l'anàlisi no està centrat exclusivament en el binari home-dona.

## Diferències de gènere en els efectes del canvi climàtic

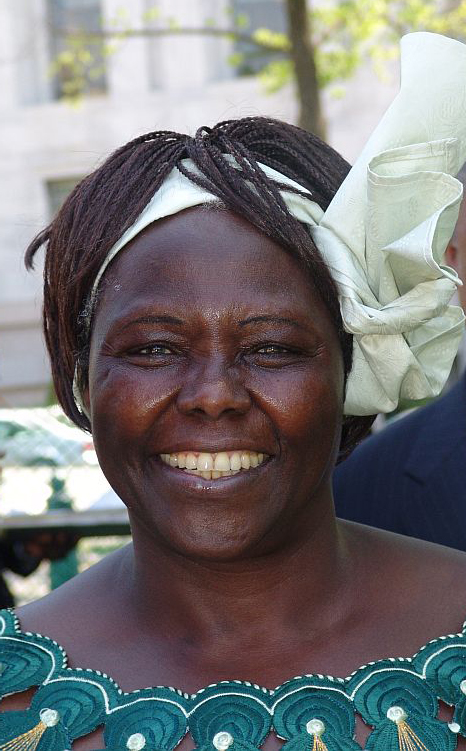
"Les dones tenen la clau del futur del clima" - Wangari Maathai

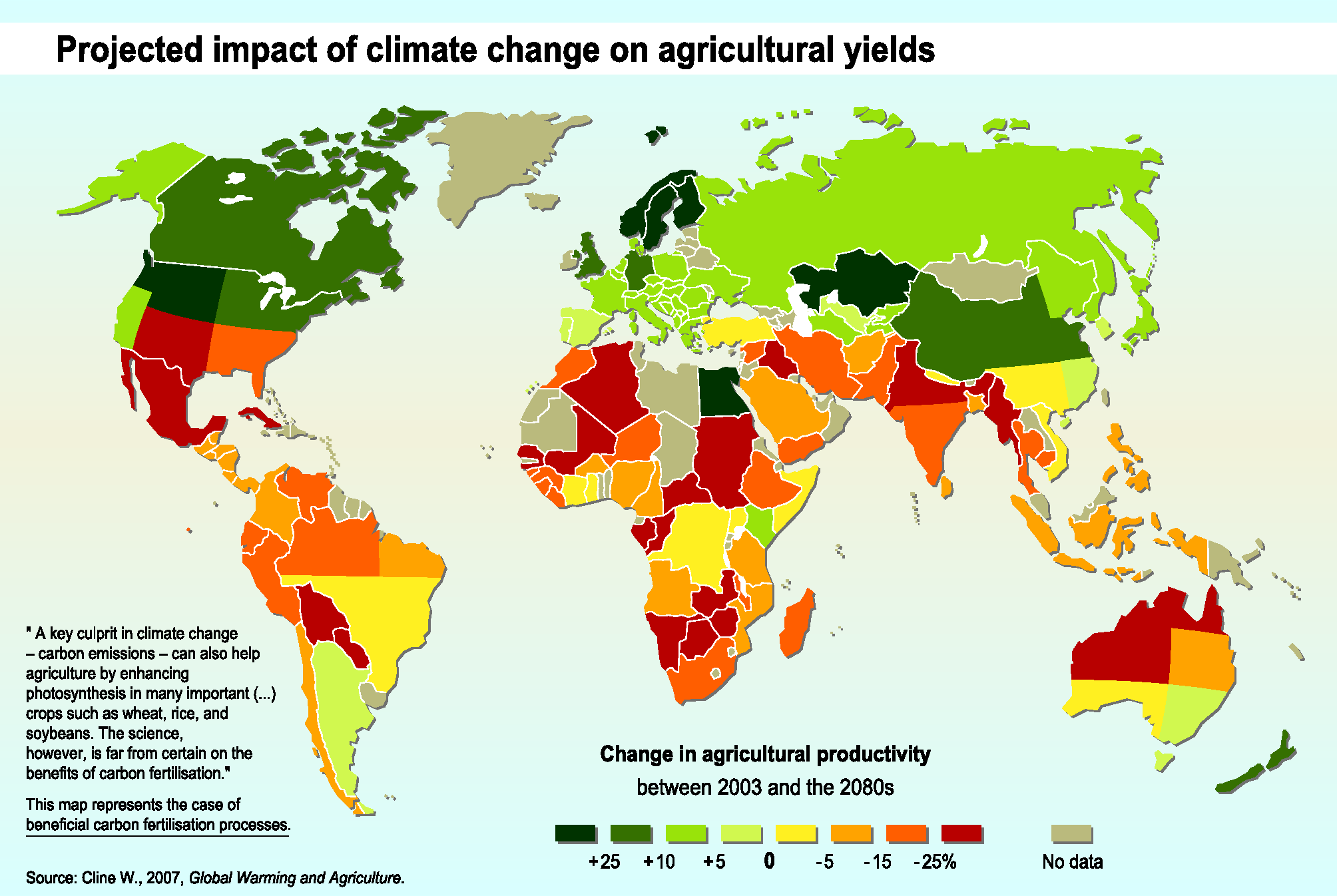
Impacte projectat del canvi climàtic en els rendiments agrícoles per a la dècada de 2080, en comparació amb els nivells de 2003 (Cline, 2007).

### Desastres naturals
Les dones tenen més probabilitats de morir com a causa dels desastres naturals que els homes. Un estudi realitzat en 2007 va analitzar els efectes dels desastres naturals en 141 països en el període 1981-2002. L'estudi va trobar que els desastres naturals redueixen les expectatives de vida de les dones més que la dels homes. La segona troballa va ser que com més gran és l'impacte del desastre natural, més es redueix l'expectativa de vida de les dones. Finalment, l'estudi també va concloure que un estatus socioeconòmic de les dones més elevat redueix la bretxa en les expectatives de vida entre dones i homes després d'un desastre natural.
L'impacte dels desastres naturals en una comunitat pot agreujar les situacions de violència cap a les dones, augmentant el risc de violència sexual. En algunes comunitats, les famílies poden forçar a les nenes i adolescents al matrimoni infantil per a bregar amb les conseqüències d'un desastre natural.

### Accés a la terra
Les dones tenen menys accés a la terra que els homes. Les condicions de tinença de la terra per a les dones a més són més insegures, tenen territoris més petits i de pitjor qualitat. Les dones reben només el 10% dels préstecs i el 5% de l'assistència tècnica per al sector agrícola. A més, les dones representen menys del 12% de les beneficiàries en els processos de reforma agrària.
Un estudi en 2018 del Banc Mundial en 189 països va trobar que el 40% dels països analitzats tenen algun tipus de restricció que limita els drets de les dones a la propietat. En el mateix informe del Banc Mundial actualitzat a dades de 2020, es va mantenir el percentatge de països amb restriccions legals que limiten els drets de les dones a la propietat.
Les dones sofreixen violència de gènere en els processos d'acaparament de terres i desheretament de béns. Aquesta violència pot ser intrafamiliar (marits, fills i família estesa), o provenir del sector privat o del govern. En molts casos, el govern o el sector privat opera a través dels familiars de la dona. En moltes parts del món, les dones que enviduen són desheretades i estigmatitzades pels familiars de l'espòs mort. En altres casos, els efectes del desallotjament de famílies per al desenvolupament de grans projectes d'infraestructura com a rescloses va portar a un increment de l'alcoholisme en els homes i conseqüentment dels episodis de violència de gènere i abús cap a les dones.
L'accés a la terra és un component clau de les estratègies d'adaptació i mitigació del canvi climàtic. A més, és fonamental per a garantir la sobirania alimentària i la seguretat alimentària de les dones.

### Accés als aliments
Al voltant d'una quarta part de la població mundial no té accés a infraestructures per a la provisió d'aigua. La majoria d'aquestes persones es troben a l'Àfrica subsahariana i en les àrees rurals. En aquests llocs, són les dones i les nenes encarregades de la planificació, gestió i recol·lecció de l'aigua. En contextos on l'escassetat d'aigua serà més freqüent a causa del canvi climàtic, les dones i nenes empraran encara més temps en aquestes activitats i hauran de recórrer distàncies més llargues per a accedir a aquests recursos. A més de llevar-los temps disponible per a realitzar altres activitats, com assistir a l'escola, s'enfronten a majors situacions de violència de gènere, incloent violència verbal, abús i assetjament sexual.
En un context d'escassetat dels aliments a causa del canvi climàtic, les dones tindran menys accés als aliments. Els augments en el preu dels aliments tenen un impacte directe sobre la dieta de les dones, i afecta a la nutrició dels nens petits i les mares. Durant períodes d'escassetat d'aliments, les dones consumeixen menys quantitat i menor qualitat d'aliments que els homes. Les famílies el cap de família de les quals és una dona, persones LGBT o liderades per una persona jove (home o dona), estan en major risc d'experimentar algun tipus d'inseguretat alimentària.
Les diferències en el poder de negociació domèstica entre homes i dones també comprometen la seguretat alimentària de les dones i dels nens i nenes. Quan les dones tenen major poder de decisió en l'economia domèstica, destinen un major percentatge dels ingressos a l'alimentació i nutrició de la progènie.

## Convenis internacionals
La transversalizació de gènere està sent lentament incorporada en els diferents reportis i recomanacions de polítiques públiques dels organismes internacionals i multilaterals sobre canvi climàtic, biodiversitat, agricultura i conservació de la naturalesa. No obstant això, la disparitat de gènere en els organismes multilaterals també impacta sobre la presa de decisions a nivell internacional, on les dones a 2014 representaven solament el 39% dels prenedors de decisions, amb una baixa representació en els equips especialitzats i en la prefectura de les delegacions.
- Convenció Marc de les Nacions Unides sobre el Canvi Climàtic: en la Convenció Marco existeixen almenys 32 decisions que fan referència al gènere. La majoria de la decisions que incorporen al gènere estan relacionades amb mesures d'adaptació.[18]
- Conveni sobre la Diversitat Biològica: en el seu COP 12 el Conveni sobre la Diversitat Biològica va prendre la Decisió XII/7 d'incorporar les consideracions de gènere per a aconseguir els objectius establerts en el Conveni. Mitjançant la decisió, va instar a les parts a incloure la dimensió de gènere en les estratègies, plans d'acció i indicadors sobre biodiversitat, i incloure la biodiversitat dins dels plans d'acció i polítiques de gènere.
- Convenció de les Nacions Unides de Lluita contra la Desertificació: la Convenció contra la Desertificació destaca en el seu pròleg el rol de les dones en les àrees afectades per la desertificació i la sequera, i fa èmfasi en el rol que les dones han d'ocupar en l'educació, en la participació i en el combat contra la sequera.[6][19]
- Acord de París: l'Acord de París incorpora referències al gènere en les seves anàlisis, plans i perspectives.[5] La majoria dels països han incorporat alguna dimensió de gènere en els esborranys de les seves respectives contribucions determinades a nivell nacional com a part dels plans per a la reducció d'emissions de gasos d'efecte d'hivernacle, adaptació i mitigació al canvi climàtic.[5]